# La Fameuse Comédienne

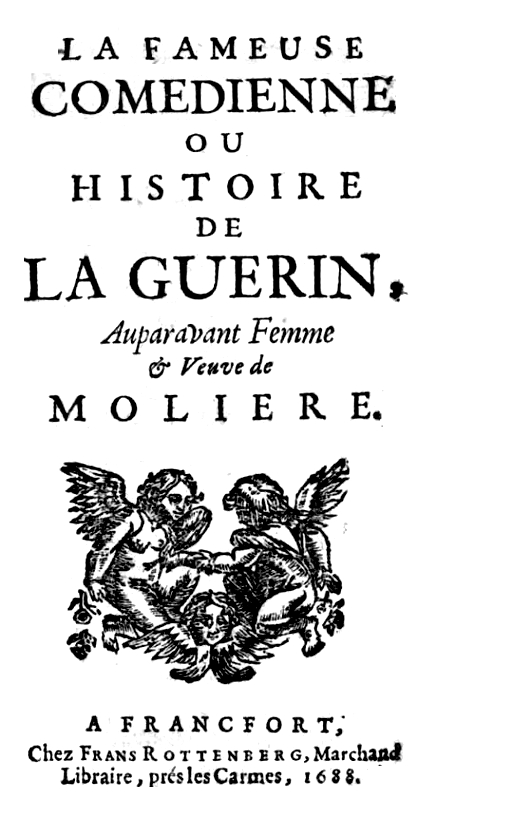

La Fameuse Comédienne ou Histoire de la Guérin, auparavant femme et veuve de Molière est une nouvelle diffamatoire imprimée par le libraire hollandais Abraham de Hondt en 1688, sans nom d'auteur et sous une adresse fictive. Elle donne à suivre, sous la forme d'une biographie romancée, les supposées « aventures amoureuses » d'Armande Béjart, depuis son mariage avec Molière en 1662 jusqu'à son second mariage avec le comédien Isaac Guérin d'Estriché en 1677.
Ce texte, qui a connu, au cours des deux décennies qui ont suivi sa parution, plusieurs éditions présentant des variantes plus ou moins importantes, a fait l'objet de trois éditions critiques au XIXe siècle et de quelques autres depuis la fin du XXe. Les historiens sont partagés sur la véracité des faits relatés dans l'ouvrage, mais tous reconnaissent sa valeur littéraire.

## Une biographie orientée
L'ouvrage suit l'existence de « la Molière » depuis sa naissance jusqu'à l'époque de la rédaction du récit. Négligeant presque entièrement sa vie professionnelle, il ne s'intéresse qu'à ses aventures sentimentales et sexuelles. Quand le récit s'achève, « la Guérin » a renoncé à la « galanterie » et se console en reportant tous ses espoirs sur l'éducation du fils qu'elle a eu de son second mari.

## Résumé
La pagination est celle de l'édition Bonnassies (1870). Il est à noter que le récit ne fournit aucune date et aucun prénom.
Pages 5 à 10 (couvrent la période allant des années 1640 à 1662). Fille de « la défunte Béjart, comédienne de campagne » et d'un père incertain, la future « Mlle Molière » est d'abord élevée « chez une dame d'un rang distingué dans la province » (le Languedoc). Sa mère l'en retire, quand la troupe où elle joue et que dirige Molière décide de se rendre à Lyon. Plus tard, elle fait en sorte que Molière tombe amoureux de la jeune fille. Leur mariage a lieu (février 1662) « quelque temps » après le retour de la troupe à Paris (automne 1658).
Pages 11 à 16 (1664). Quantité de courtisans cherchent et parviennent à obtenir les faveurs de celle qui est à présent « la Molière ». L'un de ses premiers amants est l'abbé de Richelieu, qui « la prend à la journée » pour « quatre pistoles, sans compter les habits et les régals ». Puis elle « devient folle » du comte de Guiche, tandis que le comte de Lauzun « devient fou d'elle ». Molière, jaloux et devenu « la risée de toute la Cour », implore sa femme de corriger sa conduite. Aidée des conseils de la Châteauneuf, femme du portier qui sera plus tard employé dans son théâtre, la Molière ne tarde pas à « recommencer sa vie avec plus d'éclat que jamais ». La rupture entre les deux époux intervient peu après.
Pages 17 à 23. Molière confie ses peines à « un de ses amis, nommé Chapelle », puis, « comme son cœur ne [peut] être sans occupation », il entame une relation amoureuse avec le jeune Baron, lequel a de son côté une liaison avec un certain « duc de Bellegarde ».
Pages 24 à 26. Dans le temps de la création de Psyché (1671), Baron a une brève liaison avec la Molière. Convaincu que « tout l'esprit et tout le mérite imaginables ne sauraient nous garantir de certains événements » et pénétré d'« un dégoût extrême pour toutes les choses de la vie », Molière se retire dès qu'il le peut dans sa maison d'Auteuil, « où il a mis sa fille ». La Béjart, « désolée de ce mauvais ménage », meurt (février 1672), alors même que sa fille vient de prendre de nouveaux amants dans les personnes de l'abbé de Lavau et « plusieurs de ce même caractère ».
Pages 27 à 29. Molière meurt à son tour (février 1673). Dans cette occasion, sa veuve marque « autant de douleur qu'aurait pu faire une plus honnête personne en une semblable occasion ». Plusieurs comédiens ayant quitté la troupe, elle engage, « faute de meilleurs acteurs », Guérin et la Guyot.
Pages 30 à 45. Sitôt qu'elle est installée à l'Hôtel de Guénégaud, au faubourg Saint-Germain, un certain Du Boulay en devient « amoureux » et finit par obtenir de coucher avec elle, mais refuse de l'épouser. Il met fin à leur relation lorsqu'elle entreprend de séduire Guérin.
Pages 45 à 55 (printemps-été 1675). Un « président [au parlement] de Grenoble nommé Lescot », de passage à Paris, tombe amoureux de la Molière en la voyant sur scène dans le rôle de Circé. La Ledoux, une entremetteuse chez qui il a ses habitudes, lui fait rencontrer une « créature appelée la Tourelle », qui ressemble à s'y méprendre à la Molière. Le président donne dans le panneau, mais le subterfuge finit par être découvert et la Tourelle est punie.
Pages 55 à 60. La Molière épouse Guérin (avril 1677). Sa vie de coquette est terminée. Les années passant, « la Guérin » reporte ses ambitions sur le fils qu'elle a eu de son second mari et cherche à déshériter sa fille, en tentant sans succès de la faire entrer en religion.

### Fiction et réalité
De nombreux historiens considèrent que cette pseudo-biographie recèle un fond de vérité, d'autres n'y voient qu'un tissu de mensonges.

Dans l'article « Poquelin » de son Dictionnaire historique et critique (1697), Pierre Bayle en cite de larges extraits. Cette caution qu'il semble apporter au pamphlet fera l'objet, quelques années plus tard, d'une critique de Grimarest, lequel, tout en évoquant les déboires conjugaux de Molière, porte sur sa femme un jugement assez nuancé : 

« On donne encore aujourd’hui dans le public plusieurs mauvais mémoires remplis de faussetés à l’égard de Molière et de sa femme. Il n’est pas jusqu’à M. Bayle qui, dans son Dictionnaire historique, et sur l’autorité d’un indigne et mauvais roman, ne fasse faire un personnage à Molière, et à sa femme, fort au-dessous de leurs sentiments, et éloigné de la vérité sur cet article-là. Il vivait en vrai philosophe, et [...] se mettait peu en peine des humeurs de sa femme, qu’il laissait vivre à sa fantaisie. »

Au XIXe siècle, Jules Bonassies tente de déterminer la part de vérité que renferme cette « histoire », dans laquelle il voit des « infamies mêlées à d’importantes révélations » et qui, « à côté de calomnies écœurantes, [...] contient des confidences devenues populaires et si magistralement écrites qu’on a pu les attribuer à des plumes célèbres ». Il énumère une série d'erreurs factuelles, qu'il qualifie d'« énormes bévues », et des « mensonges » sur la liaison de Baron avec Molière et avec sa femme.
À l'exception de ces importantes réserves, Bonnassies fait ce constat : « Tous les autres détails, et je parle des plus insignifiants, sont d’une exactitude absolue [...] Le libelle, en outre, contient à la fois, sur les affaires de théâtre, des mots qui en accusent une profonde expérience, et des naïvetés de provincial ».
Gustave Larroumet, tout en reconnaissant au récit une valeur littéraire, émet des réserves sur son contenu : « Quant au fond, les inventions haineuses dominent, mais tout n’est pas à rejeter. II faut distinguer d’abord les faits généraux se rapportant au milieu où vivait Armande : ils sont généralement exacts ; et les faits particuliers qui lui sont attribués : la plupart sont imaginaires. ».
Aux XXe et XXIe siècles, les avis sont partagés. Le dramaturge Jean-Marie Besset considère comme véridique la liaison entre Molière et Baron, tandis que le professeur Georges Forestier, co-éditeur des Œuvres complètes de Molière dans la collection de la Pléiade, qualifie les textes cités à l'appui de cette thèse de « tissu d'inventions ».

## Hypothèses sur l'identité de l'auteur
Les contemporains Bayle et Grimarest, qui mentionnent l'ouvrage, ne donnent aucune indication sur son auteur.
Les qualités stylistiques du livre l'ont fait parfois attribuer à La Fontaine, Racine ou Chapelle. Plutôt qu'une œuvre de poète, Bonnassies y voit un travail d'historien : « C’est une œuvre réaliste, positiviste, qui rappelle le genre de Furetière [...] un implacable réquisitoire ». Il exclut donc ces attributions, de même que celle qui voit dans l'anonyme une « Madame Boudin comédienne de campagne », au motif que ce livre « dénote une longue fréquentation des personnages et une étude faite sur place. »
Parmi les personnes qui pourraient avoir fourni des « informations » sur Armande Béjart, Bonnassies cite la comédienne Judith de Nevers, dite Guyot, qui était entrée dans la troupe après la mort de Molière et avait quitté la scène en 1684. Il commence par exclure qu'elle puisse être l'auteur du livre, au motif crûment misogyne que « la vengeance n’aurait pas attendu si longtemps chez une femme, surtout chez Mademoiselle Guyot, qui était une espèce d’amazone », mais il écrit pour finir que « parmi ceux qui ont été soupçonnés de l’avoir écrit ou d’y avoir eu part, c’est Mademoiselle Guyot, aidée peut-être de la Chasteauneuf, qui nous paraît la moins invraisemblable ».
L'un des deux épisodes les plus longuement développés étant celui de la liaison entre « la Molière » et un certain « Du Boulai », on s'est demandé si Michel Duboullay, auteur de livrets d'opéras, ne serait pas à l'origine du pamphlet.
L'auteur ne cite à aucun moment le journaliste et dramaturge Jean Donneau de Visé : un silence étonnant, s'il est vrai qu'il avait eu avec Armande Béjart une relation qui l'avait fait citer comme témoin dans l'affaire Lully-Guichard.
Tout en vilipendant Armande Béjart en tant que femme, l'auteur ne conteste pas ses talents de comédienne, ce qui conduit Bonnassies à affirmer que l'ouvrage « pousse la singularité jusqu’à se montrer impartial », après avoir écrit, une page plus haut : « Quant aux jugements, la partialité en est trop naturelle chez un ennemi pour qu'on songe à en tirer des indices ».